# Tchoupréné
Tchoupréné (en bulgare Чупрене) est un village situé dans le nord-ouest de la Bulgarie.

## Géographie
Le village de Tchoupréné est situé à l'extrémité nord-ouest de la Bulgarie, à 150 km au nord-nord-ouest de Sofia.
Le village est le chef-lieu de la commune de Tchoupréné, qui fait partie de la région de Vidin.

## Galerie

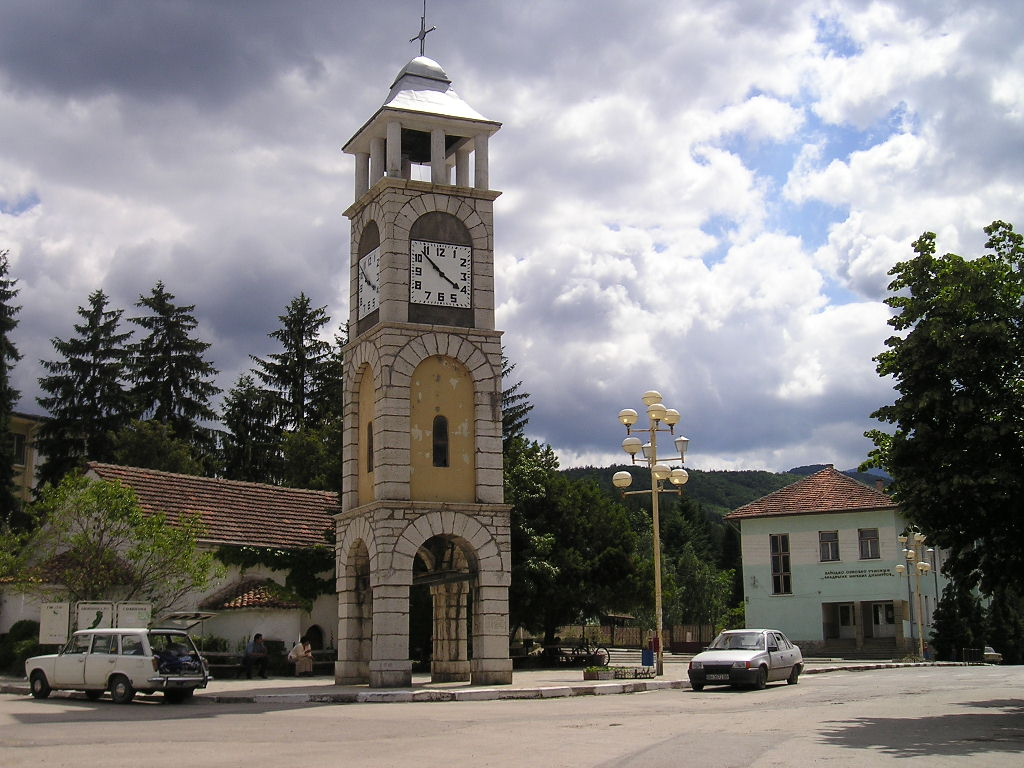
La place de la tour de l'horloge
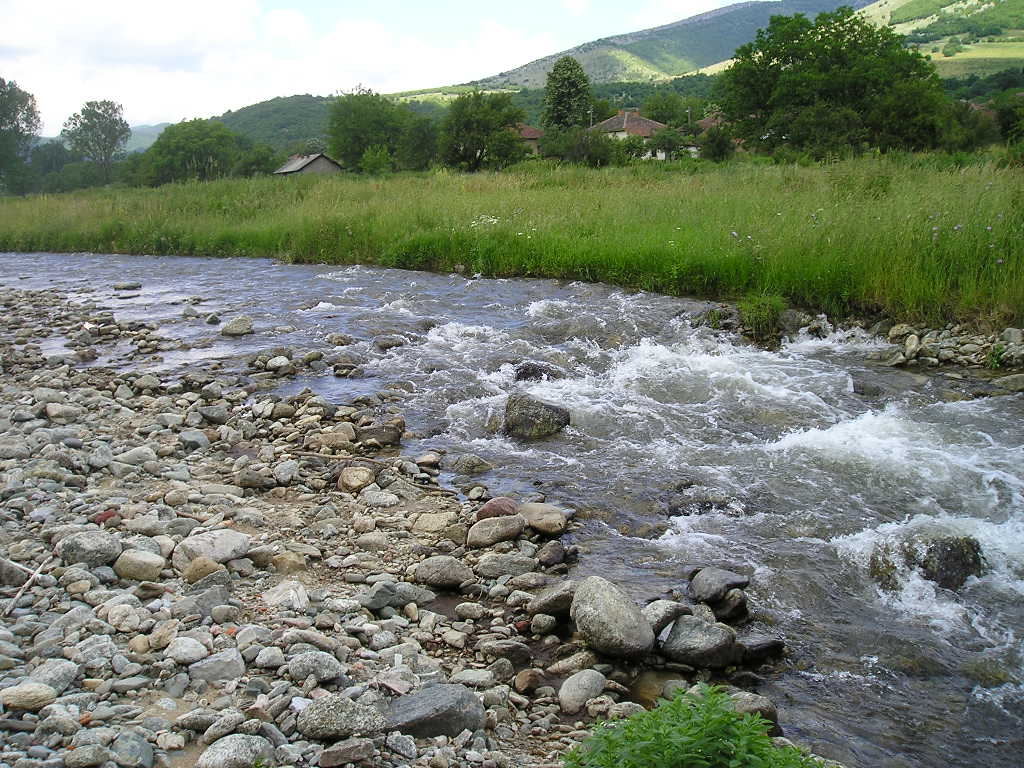
La rivière de Tchoupréné